# Eupithecia matertera
Eupithecia matertera är en fjärilsart som beskrevs av Karl Dietze 1913. Eupithecia matertera ingår i släktet Eupithecia och familjen mätare. Inga underarter finns listade i Catalogue of Life.